# Cirkeln på Östersjöns botten
Cirkeln på Östersjöns botten, även Östersjömysteriet, åsyftar ett rundformat föremål på Östersjöns botten, upptäckt av vrakletaren Peter Lindberg från arbetsgruppen Ocean X Team. Den 19 juni 2011 tog gruppen en sonarbild föreställande föremålet. Bilden fick stor spridning i både svensk och utländsk media, där fyndet också fick smeknamnet ufot i Östersjön, mycket på grund av sin formmässiga likhet med rymdskeppet Millennium Falcon från filmen Stjärnornas krig. Ocean X Team har gjort fortsatta expeditioner och publicerat fler bilder. Som förklaring har bland annat föreslagits att föremålet kan vara en naturlig stenformation eller en del av en ubåtsfälla från andra världskriget. Fyndet har också gett upphov till alternativa teorier om att det skulle handla om en farkost från en annan planet.

## Upptäckt
Peter Lindberg är en yrkesdykare vars främsta merit är hittandet av galeasen Jönköping år 1997, samt bärgandet av dess last, 2 400 flaskor champagne från 1907. Lindberg bildade gruppen Ocean X team tillsammans med entreprenören Dennis Åberg.
Den 11 juni 2011 avreste Ocean X team på en expedition med sammanlagt nio dykare för att leta efter skeppsvrak. Arbetsmetoden var att sicksacka över ett visst område medan en sonar läste av havsbotten. Vid ett tillfälle den 19 juni fångades ett rundformat föremål på sonarbilden, vilket gjorde besättningen förbryllad. Väl i land visade de bilden för maringeologer, som inte kunde ge någon förklaring. Bilden gjordes allmänt tillgänglig och spreds intensivt i svensk media och utländsk, där bland annat amerikanska CNN gjorde ett reportage om fyndet. Brittiska tabloiden Daily Mail gjorde ett stort uppslag av föremålets likhet med Han Solos rymdskepp Millennium Falcon i filmen Stjärnornas krig och kallade föremålet för ett ufo.
Ocean X team bestämde sig för att göra dykningar på platsen och slöt avtal med produktionsbolaget Titan Television som gör en dokumentärfilm om dykningarna. Gruppen köpte Fiskeriverkets forskningsfartyg Ancylus och anordnade en bas i Norrtälje. Sommaren 2012 gjorde de flera dykningar vid fyndplatsen. Både stillbilder och rörliga närbilder av föremålet publicerades. En slägga användes för att lösgöra delar som togs upp för analys.

## Beskrivning
Enligt Ocean X Team ligger föremålet på 85 meters djup och har en diameter på ungefär 60 meter. Det reser sig tre till fyra meter från botten och har en form som liknar en svamp med rundade kanter. I ena riktningen från föremålet finns mönster i botten som liknar släpspår. På ytan har man på en plats hittat en rund, slät utbuktning och på en annan ett mörkt hål. Ovanpå föremålet ligger på en plats en ring av lösa stenar. Dykarna har även vittnat om att delar av föremålet ser ut att ha varit flytande och sedan stelnat. Martin Jakobsson, professor i maringeologi och geofysik vid Stockholms universitet, tycker utifrån bilderna att materialet ser ut som sandsten.

## Förslag till förklaringar
Charles Paull vid Monterey Bay Aquarium Research Institute har föreslagit en naturlig stenformation, kanske ett resultat av vätske- eller gasutsöndring. Anders Autellus, tidigare kapten i den svenska ubåtsflottan, har föreslagit att det kan handla om ett fundament till en tysk ubåtsfälla från andra världskriget. Enligt Autellus liknar fyndet gjutningar han själv varit med och anlagt. Fällan skulle då ha bestått av betongfundament i vilka stålnät var fästa för att hindra sovjetiska ubåtar från att lämna Finska viken. Benjamin Radford på Discovery Channel har föreslagit att det kan vara ett avskjutet vapentorn från ett krigsfartyg.
Uppdrag Granskning och Sveriges Radio Ekot har rapporterat om hemlig dumpning av C-stridsmedel och radioaktivt avfall i Östersjön, utfört av Sovjet eller Ryssland under 1900-talet. Det har nämnts av dykare att föremålet ser ut som gjuten cement med mycket hårda utskott som liknar gjutskägg.
Dykarna själva har föreslagit vulkanisk aktivitet som en förklaring. Det har tillbakavisats av maringeologer, då området inte haft någon sådan aktivitet på flera miljoner år. Maringeologen Anders Elhammer, vid Sveriges geologiska undersökning, menar att den största svårigheten med att fastslå vad det rör sig om är dykargruppens hemlighetsfullhet kring var fyndet ligger: "Annars hade man kanske kunnat se med hjälp av annan data från området".
I synnerhet i USA och Asien har teorier lyfts om att föremålet skulle vara en kraschad utomjordisk farkost. Clas Svahn, ordförande i UFO-Sverige samt journalist på Dagens Nyheter, avfärdar alla beröringspunker med ufofenomen, och menar även att Ocean X Team utnyttjat fyndet till att marknadsföra sig själva på ett olustigt sätt: "De skriver så väldigt vagt hela tiden. Det är tråkigt att de spätt på mystiken."

## Ny information 2025
I en intervju med Dennis Åsberg av nyhetsankaret Ross Coulthart från kanalen NewsNation som sändes 2025-02-27 kom det fram en del ny information ang det fynd från tidigare och att det även undersökts senare (2019), och att man inväntar ytterligare undersökningar av platsen. 